# Mosty (powiat pucki)
Mosty (kaszub. Mòstë, niem. Brück) – wieś kaszubska w Polsce położona w województwie pomorskim, w powiecie puckim, w gminie Kosakowo, niedaleko morza, w otulinie Nadmorskiego Parku Krajobrazowego.
W latach 1954–1961 wieś należała i była siedzibą władz gromady Mosty, po jej zniesieniu w gromadzie Kosakowo. W latach 1975–1998 miejscowość administracyjnie należała do województwa gdańskiego.
Z racji położenia na obszarze aglomeracji gdańskiej wieś jest połączona z Gdynią autobusami komunikacji miejskiej (linie nr "105", "146", "165", "365", "M" oraz "N65").

## Historia
Pierwsze zapisy o wsi pojawiły się w 1224, gdy książę pomorski Świętopełk II Wielki przekazał oliwskim cystersom połowę Kępy Oksywskiej wraz z Mostami i ośmioma innymi wsiami. W Mostach cystersi prowadzili samodzielny majątek, a wieś wykorzystywana była jako letnia siedziba opatów.

## Zabytki
Do atrakcji turystycznych wsi można zaliczyć zespół dworsko-pałacowy z parterowym, murowanym dworkiem z XVIII w. ze spadzistym dachem i facjatą. We wnętrzu zachowały się drewniane barokowe schody, dwa kominki, jeden z dekoracją rokokową, a drugi z klasycystyczną dekoracją. Do dworku prowadzi lipowo-jesionowa aleja.

## Oświata
W Mostach mieści się Szkoła Podstawowa im. Piotra Dunina.